# Per la pelle di un poliziotto
Per la pelle di un poliziotto (Pour la peau d'un flic) è un film del 1981 diretto da Alain Delon.
Il soggetto è tratto da un romanzo dello scrittore Jean-Patrick Manchette.

## Trama
Choucas, detective ex poliziotto, è incaricato da una anziana signora di indagare sulla scomparsa della figlia cieca, Marthe. La signora viene assassinata. Aiutato da Haymann, commissario in pensione, e dalla segretaria Charlotte, l'investigatore Choucas tenta di dipanare il filo di un imbroglio che vede coinvolti diversi servizi di polizia e trafficanti di droga. Durante l'indagine Choucas viene aggredito nell'appartamento della vittima da un certo Pradier; lo uccide ma il suo complice riesce a fuggire. Tornato a casa, Choucas sfugge a un agguato teso da un certo commissario Madrier e lo uccide, con il risultato di finire nel mirino non solo di una misteriosa banda, ma anche della polizia.
La storia procede con un susseguirsi di avvenimenti, tra i quali il rapimento di Charlotte, salvata in extremis dal suo datore di lavoro. Choucas scoprirà di essere stato manovrato dal commissario di polizia Coccioli contro i propri colleghi disonesti, e rischierà di lasciarci la pelle nel tentativo di scoprire la verità e sgominare la banda: sarà salvato in extremis dalle forze dell'ordine.